# Cinco cubanos

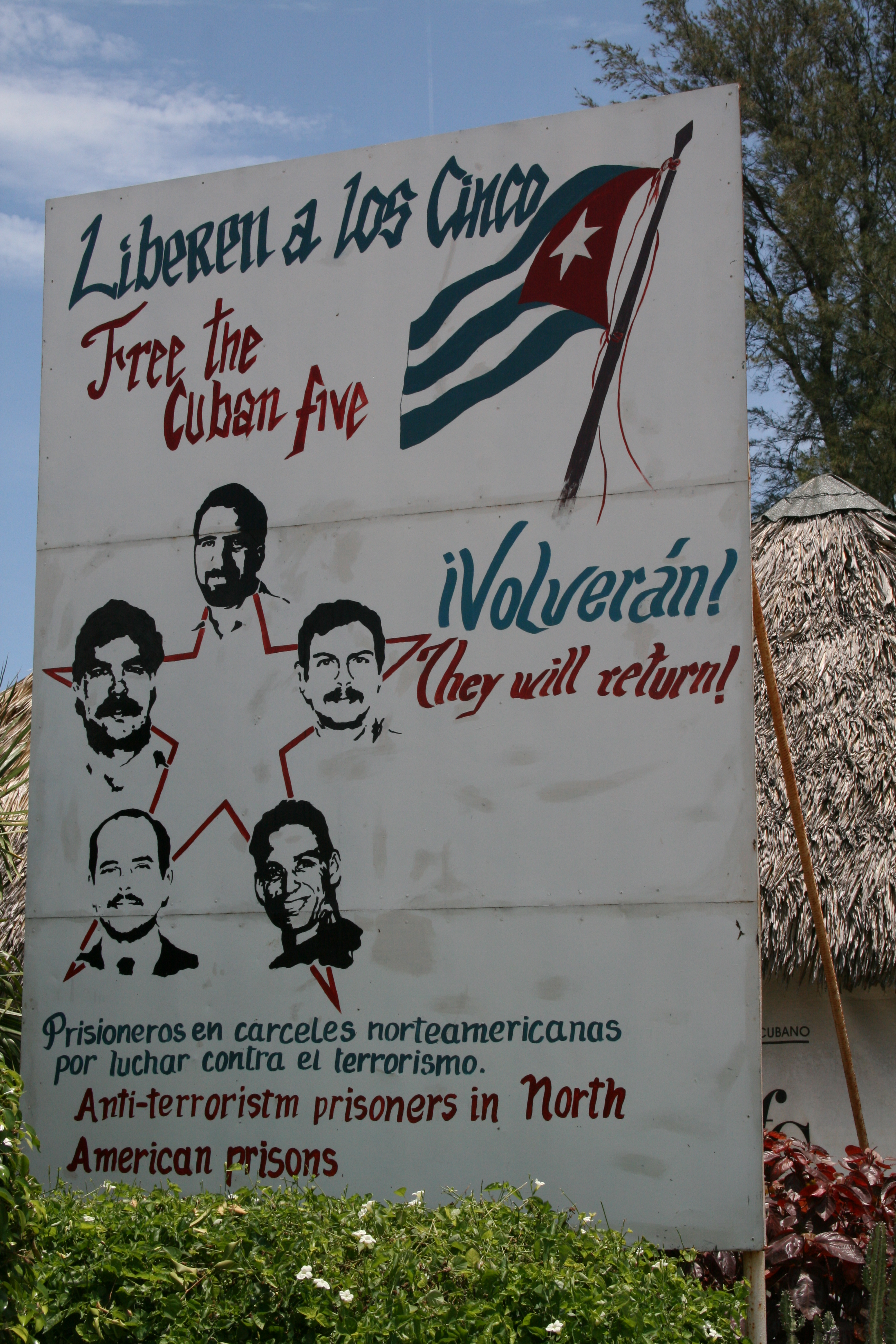
Cartaz de apoio aos cinco cubanos em Varadero, Cuba.

Os cinco cubanos  são Gerardo Hernández, Antonio Guerrero, Ramón Labañino, Fernando González e René González, cidadãos cubanos presos em Miami e condenados por conspiração para espionar e assassinar, entre outros delitos. Os cinco estavam nos Estados Unidos para observar e infiltrar grupos cubano-americanos de oposição ao regime de Fidel Castro (Alpha 66, os Commandos F4, a Fundação Nacional Cubanoamericana e Brothers to the Rescue).
Em 24 de fevereiro de 1996 dois aviões do grupo Brothers to the Rescue foram derrubados pelas forças armadas de Cuba, matando os quatro tripulantes. Gerardo Hernández foi condenado por conspiração  para cometer homicídio e por fornecer informações sobre os aviões que podem ter ajudado às forças armadas cubanas. A corte de apelações, entretanto, derrubou essa condenação afirmando que não há provas de que Hernández soubesse que o avião seria derrubado em espaço aéreo internacional.
Cuba reconheceu que os cinco eram agentes de inteligência mas afirmou que eles estavam espionando somente os grupos terroristas de exilados cubanos e  não o governo dos Estados Unidos. Cuba explicou que os homens foram enviados ao sul da Flórida após vários ataques terroristas a Havana supostamente planejados por Luis Posada Carriles, um terrorista e ex-agente da CIA, a partir dos Estados Unidos.
Os cinco apelaram de suas condenações e a suposta ausência de imparcialidade em seus julgamentos recebeu muitas críticas internacionais. Um painel de três juízes na Corte de Apelações do 11º Circuito em Atlanta derrubou as condenações em 2005, citando preconceitos dos cubanos anti-castristas em Miami, mas o plenário da corte reverteu essa decisão. Em junho de 2009 a Suprema Corte dos Estados Unidos se recusou a revisar o caso. Em Cuba, os cinco são vistos como heróis nacionais por terem sacrificado suas liberdades em defesa do país.
René González foi libertado da prisão a 7 de outubro de 2011, tendo cumprido treze anos da sua pena e ficando ainda três anos em liberdade condicional nos EUA. Foi-lhe permitido regressar a Cuba para o funeral do pai, a 22 de abril de 2013, e um juiz federal autorizou-o a permanecer lá, desde que renunciasse à sua cidadania dos Estados Unidos.
Fernando González foi libertado em 27 de fevereiro de 2014.
Os demais integrantes do grupo foram libertados em 17 de dezembro de 2014, em troca de um agente duplo da inteligência americana, identificado como Rolando Sarraff Trujillo, ex-agente dos serviços secretos cubanos e condenado por espionagem em favor da CIA.
A troca de prisioneiros coincidiu com a libertação, por Cuba, do cidadão americano Alan Phillip Gross, que prestava serviços à  USAID, embora os governos tenham caracterizado a libertação de Gross como não relacionada com a troca de prisioneiros. Alguns observadores viram esses acontecimentos como um primeiro passo para a flexibilização das relações políticas entre os Estados Unidos e Cuba, conhecida como o degelo cubano.

## Contexto
Nas décadas de 1960 e 1970 houve vários atentados terroristas em Cuba planejados por grupos contrarrevolucionários baseados nos Estados Unidos, como o Coordination of United Revolutionary Organizations (CORU), o Alpha 66 e o Omega 7. Cuba registra 3.478 mortes por atentados terroristas  desde a Revolução Cubana até 2001. Nesse total, estão incluídas as vítimas da explosão do Voo Cubana 455, da invasão da Baía dos Porcos e de vários outros ataques e atos de sabotagem contra embarcações, fábricas, restaurantes e hotéis de Cuba.
Em vista dos ataques, o governo cubano buscou maneiras de combater esses grupos, a fim de evitar novas mortes e maiores prejuízos patrimoniais. Para tanto, empregou espiões para operar dentro dos Estados Unidos.  O Federal Bureau of Investigation (FBI) e outras agências dos Estados Unidos já estavam monitorando as atividades de espiões cubanos por mais de trinta anos.

## Atividades
Os cinco cubanos eram agentes de inteligência cubana que faziam parte da Rede Vespa, que o FBI desmantelou com 10 prisões em 1998. De acordo com Gerardo Hernández, a rede observou e infiltrou vários grupos cubano-americanos: Alpha 66, F4 Commandos, Cuban American National Foundation e Brothers to the Rescue.
Um deles conseguiu trabalho na base Aeronaval de Key West e enviou relatórios sobre o movimento de aviões e pessoal para o governo cubano. Em 24 de fevereiro de 1996 dois aviões do grupo Brothers to the Rescue foram derrubados pelas forças armadas cubanas matando quatro tripulantes. Não ficou claro se os aviões estavam em espaço aéreo internacional ou dentro do espaço cubano.
O FBI monitorava os espiões cubanos quando a derrubada do avião detonou as prisões. O advogado do governo venezuelano José Pertierra chama atenção para o uso do FBI de documentos enviados pelo governo cubano aos Estados Unidos para desbaratar a rede de espionagem cubana. Esses documentos foram fornecidos para auxiliar no investigação de Luis Posada Carriles em conexão com ataques terroristas em Havana em 1997.

## Prisões, Condenações e Penas
Os cinco foram presos em Miami no dia 12 de setembro de 1998 e foram indiciados pelo governo dos Estados Unidos por 25 crimes, incluindo falsa identificação e conspirar para espionar. Sete meses depois foi adicionado o indiciamento por conspiração para cometer homicídio para Gerardo Hernández em conexão com a derrubada do avião do Brothers to the rescue.
E abril de 2009, Hernández afirmou que os cinco já haviam passado 17 meses em solitária O presidente da Assembleia Nacional Cubana Ricardo Alarcón de Quesada afirmou que provas pertencentes aos próprios réus; incluindo fotografias familiares, correspondências pessoais e receitas; foram classificadas como "secretas", impedindo o acesso dos réus e de seus advogados.
O julgamento começou em novembro de 2000, durou sete meses. As deliberações do júri, entretanto, duraram apenas algumas horas. Em junho de 2001, o grupo foi condenado de todos os 26 crimes pela corte em Miami, incluindo homicídio para Gerardo Hernández.
Em dezembro de 2001, os integrantes do grupo foram condenados a diferentes sentenças de prisão: Hernández foi condenado a duas prisões perpétuas; Guerrero e Labañino foram condenados à prisão perpétua; Fernando Gonzáles foi condenado a 19 anos; René Gonzáles foi condenando a 15 anos. Após o cumprimento das penas, os dois últimos, que são também cidadãos dos Estados Unidos, René González e Antonio Guerrero, ficaram "incapacitados". Isso significa que foram impostas restrições de locais que podiam frequentar, especificamente quanto a locais que "terroristas, membros de associações que advogam a violência e figuras do crime organizado costumavam frequentar".
Em 2011 uma notícia do NPR afirmou que Fernando González estaria preso em condições altamente restritivas, em uma chamada "unidade de controle de comunicações".

### Apelações
Após as prisões, moções da defesa por uma troca do local de julgamento, baseado na associação de Miami com cubanos exilados e nos possíveis preconceitos da comunidade, foram negadas, apesar de o julgamento ter começado cinco meses após o caso Elián González. 
Fazer o julgamento de cinco agentes de inteligência cubanos em Miami é mais ou menos tão justo quanto um julgamento de um agente de inteligência israelense em Teerã. Você precisaria de muito mais que um bom advogado para ser levado a sério.— Robert Pastor, ex-Assessor de Segurança Nacional para a América Latina do Presidente Jimmy Carter 
O júri não incluía nenhum cubano-americano, mas 16 dos 160 membros do grupo de seleção para o júri "conhecia as vítimas da derrubada do avião ou conhecia testemunhas do julgamento que voaram com elas".
Ricardo Alarcon, Presidente da Assembleia Nacional de Cuba, aponta que um ano depois a mesma corte concedeu uma moção pela mudança de local de julgamento em um caso trabalhista com uma conexão a cubanos. Como resultado, os cinco pediram anulamento do julgamento e uma mudança de local para o novo julgamento; a moção foi negada. De acordo com Alarcon, a apelação dos cinco para uma corte superior foi dificultada por mais um mês de confinamento em solitária no começo de 2003, por acesso negado aos seus advogados. Em 9 de agosto de 2005 um painel de três juízes da Corte de Apelações do 11º Circuito em Atlanta unanimemente derrubou as condenações e sentenças dos cinco cubanos e ordenou um novo julgamento fora de Miami. O painel afirmou que a comunidade de exilados cubanos e a publicidade do julgamento tornou o julgamento desfavorável e preconcebido contra os réus. Essa foi a primeira vez que uma corte de apelações do circuito federal dos Estados Unidos reverteu um julgamento de um pedido de mudança de local do julgamento. Entretanto, em 31 de outubro de 2005 a corte concordou com um pedido do governo dos Estados Unidos de rever a decisão, e em agosto de 2006 a decisão por um novo julgamento foi revertida por 10 a 2 pelo pleno da Corte de Apelações do 11º Circuito.
Em 4 de junho de 2008 um painel de três juízes da Corte de Apelações do 11º Circuito manteve a condenação dos cinco mas anulou as sentenças dos casos de Guerrero, Labañino e Fernando González. A corte afirmou que o juiz cometeu seis erros graves na sentença e mandou os casos de volta para o mesmo tribunal. Em janeiro de 2009 os cinco apelaram para a Suprema Corte dos Estados Unidos 12 pedidos amicus curiae(amigos da corte) foram feitos.
Em maio de 2009, em resposta ao pedido de revisão à Suprema Corte dos Estados Unidos, Elena Kagan, então Advogado-geral dos Estados Unidos, pediu que a revisão do caso fosse negada. Em 15 de junho de 2009, a Suprema corte negou a revisão.
Em 13 de outubro de 2009 Antonio Guerrero, Ramon Labañino e Fernando González foram re-sentenciados a penas menores que as originais. Guerrero foi sentenciado a 22 anos; Labañino a 30 anos e González a 18 anos.

## Crítica internacional das condenações e resposta dos Estados Unidos
Desde as condenações  dos cinco cubanos, houve uma campanha internacional para que fossem libertados. Nos Estados Unidos, criou-aw o Comitê Nacional para Libertar os Cinco Cubanos</ref> que é representado em vinte cidades dos Estados Unidos e mais de trinta países.
Em 27 de maio de 2005 a Comissão das Nações Unidas para os Direitos Humanos adotou um relatório de seu Grupo de Trabalho sobre a Detenção Arbitrária afirmando sua opinião sobre os fatos e chamando ao governo dos Estados Unidos para remediar a situação. Entre as críticas do relatório sobre o julgamento e as sentenças, a seção 29 afirma:

29. O Grupo de Trabalho nota a partir dos fatos e circunstâncias nas quais o julgamento se realizou, e da natureza das acusações, que o julgamento não se realizou em um clima de objetividade e imparcialidade que é requerido para que se conforme com o padrão de um julgamento justo como definido pelo artigo 14 do Pacto Internacional de Direitos Civis e Políticos, do qual os Estados Unidos da América são parte.
A Anistia Internacional criticou o tratamento dos Estados Unidos aos cinco cubanos como "desnecessariamente punitivo e contrário a ambos o tratamento humano dos prisioneiros e à obrigação dos Estados de proteger a vida familiar", devido a proibição das esposas de René Gonzáles e Gerardo Hernández de visitarem os Estados Unidos para verem os seus maridos. A Anistia Internacional disse no início de 2006 que estava "acompanhando atentamente o status das apelações dos cinco homens das várias questões pondo em cheque a justiça do julgamento que ainda não foram respondidas pelas cortes de apelação."
O governo dos Estados Unidos respondeu a essas alegações afirmando que os prisioneiros receberam mais de cem visitas de familiares, aos quais foram dados vistos de entrada nos Estados Unidos.[carece de fontes?] O governo americano afirma que as esposas de González e Hernández são agentes da inteligência cubana e portanto são um risco à segurança nacional dos Estados Unidos:
Consistente com o direito dos Estados Unidos de proteger a si mesmo de espiões secretos, o governo dos Estados Unidos não deu vistos para as esposas de dois prisioneiros. Evidências apresentadas no julgamentos de seus maridos revelou que uma dessas mulheres era parte da Rede Vespa e foi deportada por participar em atividade relacionada com espionagem e é inelegível para voltar aos Estados Unidos. A outra era candidata a treinamento como espiã baseada nos Estados Unidos da Diretoria de Inteligência cubana quando autoridades dos Estados Unidos desmantelaram a rede.

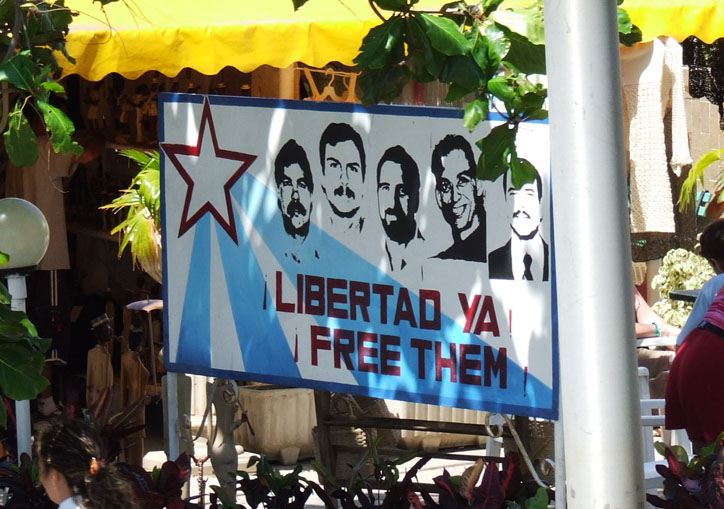
Sign on a street in Varadero, Cuba.

Oito vencedores do Prêmio Nobel escreveram uma carta para o Procurador-geral dos Estados Unidos pedindo a liberdade para os cinco cubanos.